# 男はつらいよ 寅次郎心の旅路
『男はつらいよ 寅次郎心の旅路』（おとこはつらいよ とらじろうこころのたびじ）は、1989年8月5日に公開された日本映画。『男はつらいよ』シリーズの41作目。同時上映は『夢見通りの人々』。

## 概要
- ウィーンが舞台になったのは、ウィーン市長ヘルムート・ツィルク（英語版、ドイツ語版）が招致したことによる[2]。ツィルク市長は1986年、訪日の際に飛行機機上で『男はつらいよ』シリーズの作品を観、ウィーン市民の気質や市郊外の風景が作品の世界と似ていると感じた[3]。
- 主な舞台がオーストリアのウィーンであるためか、同じくウィーンが舞台の名作映画『第三の男』や『会議は踊る』へのオマージュらしきシーンがある。
- ドイツ語のセリフを話す日本人俳優は柄本と竹下のみ。渥美は「ビッテ」「ハロー（ドイツ語のHallo）」「ダンケ」と言う以外、一切口にしない。なお、かつての『寅次郎純情詩集』夢の場面には短いフランス語セリフがあり、これが唯一、寅が話した外国語のフレーズということになる。
- 時代が平成に変わってからの初の作品である。
- 次作以降は12月公開のみとなり、シリーズ最後の8月公開作品となった。また本作以降、山田洋次監督映画が8月公開となったのは2021年の『キネマの神様』（2021年8月6日）まで32年間なかった[4]。
- 劇中で使用された「寅次郎の笑った顔のパスポート写真」は現在、寅さん記念館に保存されている。
- 満男は大学受験に失敗、代々木の予備校に通う予備校生になっている。
- 関敬六は渥美の話し相手としてロケに同行し、竹下の案内するツアー観光客に紛れて出演した。渥美は関に「関やんよ、いいところだなあ。今が一生で一番いい思いかも知れんなあ」と、短い余命を予感したような述懐をしたという。
- 1989年はバブル景気の頂点であり、寅さんが海外ロケと言うのも象徴的である。

## あらすじ
みちのくのローカル線の列車に揺られていた寅次郎は、突然の急ブレーキに座席から投げ出される。心身衰弱のサラリーマン・坂口（柄本明）が自殺しようと線路に横たわっていたのだ。すんでの所で一命を取り留めた坂口を前にした寅次郎は、持ち前の義侠心で優しく諭し、夜は列車の車掌（笹野高史）も交え酌婦らとのどんちゃん騒ぎで坂口の心を癒す。そのせいで、坂口は寅次郎を心底慕ってしまう。
坂口のかねてからの望みは、音楽の都オーストリア・ウィーンに行くことで、金はすべて坂口持ちでいいので、寅次郎に付いてきて欲しいという。寅次郎はウィーンを湯布院と聞き違え、二つ返事で了承してしまう。そんなわけで、坂口から連絡を受けた旅行代理店の人間が、寅次郎のパスポートを確認しに、くるまやにやって来る。寅次郎は前年、仲間と競馬で大穴を当てた際、ハワイにでも行こうとなりパスポートを申請し取得、結局大穴の儲けを倍にしようと更に競馬に突っ込み無一文になったためハワイ渡航自体はなくなったが、大事なものだからとパスポートをとらやに預けていたのだった。くるまやの人たちは、行き先がウィーンだと分かって仰天し、帰郷した寅次郎に、ウィーン行きを断るよう説得する。しかし翌日、嬉々として寅次郎を迎えに来た坂口は、寅次郎が一緒に行かないと知るや、発作を起こす。そこで寅次郎が仕方なく成田までついて行くことにし、成田から電話すると告げ出て行く。しかしその晩連絡はなく、翌日ようやく諏訪邸に入った電話は経由地のオランダ・アムステルダム・スキポール国際空港から。結局とうとうそのままウィーンまで行ってしまう。
坂口がウィーンを訪れた事で精気を取り戻した一方で、寅次郎は、慣れない海外・口に合わない食事・通じない言語にいつもの調子が出せず、ホテルに3日間篭り切り退屈極まりない時間を過ごす。坂口の誘いでようやく外出したものの、ウィーンの街並みにもモーツァルトや美術館などにも全く興味のない寅次郎に苛立った坂口がモーツァルト像前に寅次郎を残し美術館に行っている間に、ツアーガイド中の久美子（竹下景子）と偶然遭遇、右も左もわからずツアーのバスに同乗させてもらった寅次郎だが、ホテルの名前すら覚えておらず帰るあてのない寅次郎に手を焼いた久美子は相談役の「おばさん」（淡路恵子）を紹介、「おばさん」が金町の出身と知り意気投合した寅次郎は、彼女の家で鮭茶漬けをご馳走になったことで、突如として復活する。仕事後に「おばさん」宅を訪れ寅次郎と再会した久美子は、自分も3年前仕事がなく困っている際に街で偶然出会った「おばさん」に金を無心、食事をご馳走になって以来の交友関係であることを寅次郎に告げる。坂口は舞踏会で知り合った現地女性とほのかな恋を楽しみ、寅次郎は久美子と日本の話に花を咲かせる。ドナウ川のほとりに佇んでいると、まるで江戸川のほとりに佇んでいるような錯覚に陥るほどで、寅次郎は故郷を想い、『大利根月夜』を口ずさむ。久美子は、寅次郎を「故郷の塊みたいな人」と話すうち、捨て去ったはずの郷愁が募っていく。久美子の現地男性の恋人・ヘルマンも、そんな久美子の気持ちを知っても、強く引き留めようとしない。
寅次郎は一緒に日本へ帰ることを勧め、マダムも寂しい気持ちを持ちながらも賛成し、久美子は寅次郎・坂口と共に帰国することに。しかし、いよいよ搭乗手続きをしようという時、ヘルマンが意を決して久美子を引き止めにやってきて、二人は抱き合いキスをする。その瞬間、寅次郎は失恋し、ヘルマンに対して、久美子を幸せにするよう約束させ、帰国の途についたのであった。
帰国し、とらやに戻っても寝てばかり、旅の土産話を問われてもまともな答えをしない寅次郎を訝しがるとらやの人々。そのまま寅次郎は再び旅に出るが、後日とらやを訪れた坂口が、撮影した空港での一部始終を写した写真を見せ、さくらは初めて事情を察する。その頃寅次郎は静岡・沼津の神社の境内で、「オーストラリア・ウィーンのヨーロッパのバッグ」を売り、それを見た男子学生から「オーストラリアはカンガルーの国」と突っ込みを入れられるのであった。

## キャスト
- 車寅次郎：渥美清
- 諏訪さくら：倍賞千恵子
- 車竜造（おいちゃん）：下條正巳
- 車つね（おばちゃん）：三崎千恵子
- 諏訪博：前田吟
- 社長（桂梅太郎）：太宰久雄
- 源公：佐藤蛾次郎
- 諏訪満男：吉岡秀隆
- ポンシュウ：関敬六
- 馬場(旅行会社職員)：イッセー尾形
- 部長：園田裕久
- 車掌：笹野高史 - 宮城県栗原電鉄の車掌。
- 福士:じん弘
- 印刷工・中村：笠井一彦
- 三平：北山雅康
- 巡査：武野功雄
- テキ屋：篠原靖治
- 兵馬の上役:雁坂彰
- 同:田端宗寿
- 同:入江正夫
- 女将:西川さくら
- ゆかり:マキノ佐知代
- 宴会の女：田中リカ
- 江戸屋:石川るみ子
- 志麻充子
- 芸者:光映子
- 宿の仲居:谷よしの
- ヘルマン：マルティン・ロシュバーカー - 久美子の恋人。
- テレーゼ：ヴィヴィアン・デュバル
- ウィーンの老婦人:マルタ・ダングル
- ヘルマンの母:ブリギッテ・アントニウス
- 坂口兵馬：柄本明 - 心身症のサラリーマン。
- マダム：淡路恵子
- 御前様：笠智衆
- 江上久美子：竹下景子 - 現地観光ガイド。
- 備後屋:露木幸次（ノンクレジット）
- 会社の社員：吉田剛（ノンクレジット）
- テキ屋の若い衆:出川哲朗（ノンクレジット）
- 遊覧船の男:小形雄二（ノンクレジット）

## ロケ地
- 宮城県松島町(瑞巌寺)、栗原市(栗原電鉄)、大崎市(鳴子温泉)
- 東京都葛飾区(さくらの家)、渋谷区(代々木駅前)
- 静岡県沼津市氣多神社・啖呵売、内浦長浜・エンディングカット
- オーストリア・ウィーン
  - ウィーン・シュベヒャート空港
  - オーストリア ウィーン/シェーンブルーン宮殿、美術史博物館、聖シュラファン寺院、ホーフブルグ宮殿
  - オーストリア　ドナウ沿い/デュルンシュタイン、バイセンキュルヘン
  - オランダ アムステルダム/久美子のガイド
- オランダ・アムステルダムアムステルダム・スキポール空港。
  - オーストリア航空が全日本空輸・アエロフロート（当時はエアバスA310による運航のためモスクワ・シェレメチェボ国際空港でのテクニカルランディングを余儀なくされたため）との共同運航による成田－ウィーン線を開設したのはこの映画公開の1ヶ月前の1989年7月16日のことである。映画中及び撮影のためのウィーンへの旅程はKLMオランダ航空が使用された。乗り継ぎのスキポール国際空港で、寅さんが柴又に国際電話をかけるシーンが見受けられる。協賛としてKLMオランダ航空もクレジットされている。

佐藤利明『みんなの寅さん』、p.641及び映画公式HPより

## 挿入曲
使用されたクラシック音楽（判明した曲）
ウィーンにゆかりのある作曲家の曲が全編を通して使用される。
- ヨハン・シュトラウス2世作曲：『ウィーンの森の物語』作品325 ～ ヨーロッパ家具輸入フェアの宣伝カーが流す（宮城県 登米市〜栗原市間の栗原電鉄を踏切を横断する）

- ヨハン・シュトラウス2世作曲：『美しく青きドナウ』作品314 ～ ヨーロッパ家具輸入フェアの宣伝カーが流す

- ヨハン・シュトラウス2世作曲：『春の声』作品410 ～ 宣伝カーに寅さんと兵馬が乗車するシーン。
- テクラ・バダジェフスカ作曲：『乙女の祈り』オルゴール～馬場がくるまやを訪れる場面。柴又商店街から聞こえてくる。

- ヨハン・シュトラウス2世作曲：『トリッチ・トラッチ・ポルカ』作品214 編曲 ～ 兵馬が柴又を訪れるシーン。

- 『ウィーンの森の物語』ツィターのソロ ～ ウィーンのぶどう畑。寅さんがホテルの窓から顔を出す。

- ヴォルフガング・アマデウス・モーツァルト：『アイネ・クライネ・ナハトムジーク』K.525 から第1楽章 ～ 寅さんと兵馬が王宮庭園モーツァルトの像を訪れる。

- フランツ・シューベルト作曲：『4つの即興曲』作品90 D899 から第3曲 ～ ウィーンのカフェ。久美子が寅さんをマダム紹介する。
- 映画『第三の男』ハリーライムのテーマからツィターソロで3音がなる。マダムの家。マダムの夫の写真を映す。

- ヨーゼフ・シュトラウス作曲：『わが人生は愛と喜び』作品263 舞踏会シーン冒頭

- 『美しく青きドナウ』～ 舞踏会 兵馬とテレーゼが踊る。

- 『ウィーンの森の物語』～ 舞踏会のあと浜口兵馬が夜の街で口ずさむ。

- 映画『第三の男』ハリーライムのテーマからツィターソロで3音がなる。舞踏会あとの夜の街。

- ヨハン・シュトラウス2世作曲：『ウィーン気質』作品354 アコーディオン ～ 兵馬がテレーゼに再会し花を贈る。

- 『美しく青きドナウ』～久美子が寅さんとドナウ川沿いを散策する時久美子が口ずさむ。

- 藤田まさと作詞、 長津義司作曲：『大利根月夜』～同上、寅さんがドナウ川沿いで歌う。

- ヨハン・シュトラウス2世作曲：『皇帝円舞曲』作品437 ～ シェーンブルーン宮殿 兵馬と寅さんが写真を撮る。

- モーツァルト作曲：『ディヴェルティメント ニ長調 K.136 (125a) 』から第2楽章 ～ ヘルマンが弦楽四重奏でセカンド・バイオリンパートを弾く。
- 『ウィーンの森の物語』ツィターのソロ ～ 寅さんと兵馬が乗った飛行機がウィーン・シュベヒャート空港を離陸。

- 『ウィーンの森の物語』序奏部～くるまやで寅さんがウィーンの思い出を語る。

## スタッフ
- 監督：山田洋次
- 脚本：山田洋次、朝間義隆
- プロデューサー：島津清、黒須清皓
- 音楽：山本直純

## 記録
- 観客動員：185万2000人[5]
- 配給収入：8億6000万円[1][5]
- 上映時間：110分

## 備考
- ツィルク市長の希望により、1987年11月2日に東京都葛飾区とウィーン市フロリズドルフ区（英語版、ドイツ語版）（ドナウ川河畔の郊外地区）の友好都市提携が行われている。2009年9月28日、映画公開20年を記念してフロリズドルフ区に寅さん公園 (Tora-San-Park) が開園した[3]。